# Futuro (album)
Futuro è un album della cantante italiana Orietta Berti, pubblicato nel 1986.

## Il disco
Nel 1986 Orietta partecipa al Festival di Sanremo con il brano Futuro che si classifica sesto, pubblicato su 45 giri ottenendo un buon successo di vendite. Il brano porta la firma di Umberto Balsamo, coadiuvato per i testi da Lorenzo Raggi. Nell'album sono presenti brani melodici, arrangiati con un sound elettronico tipico degli anni ottanta. Il disco contiene anche un duetto con Balsamo, Parla con me. Con Senza te, la Berti partecipò alla trasmissione televisiva "Premiatissima '86", dove si classificò quarta.

## Edizioni
L'album è stato pubblicato dalla EMI in LP con numero di catalogo 64 2405041. L'album è stato pubblicato in CD nel 1999, abbinato a Le mie nuove canzoni. Di questa edizione esiste una versione in digitale e per le piattaforme streaming.

## Tracce
Testi di Lorenzo Raggi e Umberto Balsamo, musiche di Umberto Balsamo.
1. Futuro
2. Giurami
3. Non illudermi
4. Sai
5. Senza te
6. Parla con me – Cantata in duetto con Umberto Balsamo
7. Quando cammini tu
8. Ascolta Mario